# Nászajándék
A nászajándék a magyar paraszti kultúrában az a különvagyona volt valamelyik házastársnak (többnyire ingóság), amelyet az eljegyzés jeléül vagy a házasság megkötésekor a másik házastárstól vagy annak rokonaitól kapott. A régi jogszokás szerint a házasságkötés előtt kellett adni, és annak a házastárstól vagy annak rokonától kellett származnia, de a helyi szokások nem alkalmazták ilyen mereven. A nászajándék ígérettel, felajánlással is létesülhetett.
Az eljegyzési ajándék lehetett csizma, ing, kendő, gyűrű, ritkábban finomabb tárgy vagy pénz. A házasságkötési ajándék, amit a lakodalomban adnak oda, jószág, ruhanemű, ágynemű, ingatlan is lehetett.
A nászajándék visszakövetelhető volt bizonyos esetekben, például ha a házasság felbomlása az egyik házasfél hibája miatt következett be. Nem volt visszakövetelhető, ha a házasfél meghalt. A nászajándékot a szokásjog szerint közös vagyonként kezelték, a mai (1944) jog szerint is így van (kivéve, ha nyilatkozat születik arról, hogy a nászajándék csak az egyik fél számára szól).
A nászajándékot manapság a rokonság adja a lakodalomban vagy előtte.